# 3263 Bligh
3263 Bligh è un asteroide della fascia principale interna. Scoperto nel 2001, presenta un'orbita caratterizzata da un semiasse maggiore pari a 2,414010 UA e da un'eccentricità di 0,068513, inclinata di 7,731928° rispetto all'eclittica. Ha un diametro di 4,931 km, un periodo di rotazione di 3,191 ore e un'albedo di 0,458.
Fa parte della famiglia di asteroidi Vesta.
L'asteroide è dedicato al capitano di marina William Bligh, comandante del vascello HMS Bounty, coinvolto nel celebre ammutinamento del Bounty.